# Фуэнтес, Хуан
Хуан Фуэнтес Эрнандес (исп. Juan Fuentes Hernández; 5 января 1990, Кордова) — испанский футболист, левый защитник.

## Карьера
Фуэнтес родился в Кордове, Андалусия, и впервые на взрослом уровне сыграл за «Кордобу» 10 октября 2009 года в матче 1-1 против клуба «Реал Мурсия» (Сегунда). В течение четырёх сезонов в Сегунде он был основным игроком команды, сыграв 30 игр в сезоне 2011/12 и 35 игр в следующем сезоне.
19 июня 2013 года перешёл в клуб Примеры «Эспаньол» по контракту в четыре года. Он сыграл свой первый матч за каталонцев 19 августа в ничейной 2-2 игре против «Сельты».